# Friedrich-Karl von Zitzewitz
Friedrich-Karl Nikolaus Konstantin von Zitzewitz (* 22. Februar 1863 auf Gut Muttrin, Landkreis Stolp, Pommern; †  20. Dezember 1936 in Berlin) war Gutsbesitzer und königlich preußischer Landschaftsdirektor.

## Familie
Er entstammte dem alten hinterpommerschen Adelsgeschlecht Zitzewitz, seine Eltern waren der Rittergutsbesitzer Friedrich von Zitzewitz und seine Ehefrau Feodora geb. von Zitzewitz.
Zitzewitz heiratete am 21. Mai 1886 in Groß Nossin (Landkreis Stolp) Emmy Julie Blank (* 2. Mai 1867 in Elberfeld (Wuppertal); † 11. Juni 1941 auf Gut Kottow, Landkreis Stolp, Pommern), die Tochter des Fabrikanten Ernst Blank und der Julie Boeddinghaus. Aus der Ehe gingen die Söhne Friedrich und Georg sowie zwei Töchter hervor.

## Leben
Zitzewitz war Gutsherr auf Muttrin, Kottow, Groß-Gansen, Goschen und Jamrin (alle Landkreis Stolp), war Rechtsritter des Johanniterordens, Mitglied des Provinziallandtages der Provinz Pommern und in den Jahren um 1909 bis 1918 Mitglied des Preußischen Herrenhauses.
Aus Anlass der Feier des 600-jährigen Besitzes der im Flussgebiet der Stolpe und der Wipper gelegenen Familiengüter wurde dem Adelsgeschlecht von Zitzewitz am 16. Oktober 1900 in Bad Homburg vor der Höhe das Präsentationsrecht für das Preußische Herrenhaus verliehen.
In den „Acta Borussica“ ist nachzulesen, dass es zu Beginn des Jahres 1909 einen Beleidigungsprozess im „Fall Zitzewitz“ gegeben habe, die Herren Breitenbach und Heeringen betreffend. Es dürfte sich hierbei um eine Meinungsverschiedenheit mit dem preußischen Minister Paul von Breitenbach (1850–1930), Minister für öffentliche Arbeiten, und vielleicht dem königlich preußischen Generaloberst Josias von Heeringen (1850–1926), Ehrenbürger von Kassel, gehandelt haben.